# Celiptera
Celiptera is een geslacht van vlinders van de familie spinneruilen (Erebidae), uit de onderfamilie Catocalinae.

## Soorten
- C. cometephora Hampson, 1913
- C. frustulum Guenée, 1852
- C. grisescens Schaus, 1901
- C. levina Stoll, 1781
- C. remigioides Guenée, 1852
- C. teretilinea Guenée, 1852
- C. thericles Schaus, 1914
- C. valina Schaus, 1901